# Йоаникиев мост
Йоаникиевият мост (на гръцки: Γεφύρι Της Ιεράς Μονής Τιμίου Προδρόμου) е действащ каменен пътен мост в Егейска Македония, Гърция. Мостът е югозападно от Серския манастир „Свети Йоан Предтеча“, под т. нар. къща на Емануил Папас, на стария калдъръмен път, който води към главната порта на манастира. Мостът е от камък и има една дъга. Според запазения надпис на каменна плоча е изграден в 1835 година от монаха Йоаникий от Броди (Горно Броди или Долно Броди):
| „ | ΕΡΓΟΝ ΚΑΙ ΔΑΠΑΝΗ ΤΟΥ ΓΕΡΩ ΙΩΑΝΝΙΚΙΟΥ ΜΟΝΑΧΟΥ ΒΡΟΝΤΙΝΟΥ 1835 Работа и финансиране от Стареца Йоаникий монах Бродчанин 1835 | “ |

В 1991 година е обявен за паметник на културата.